# 326 (số)
326 (ba trăm hai mươi sáu) là một số tự nhiên ngay sau 325 và ngay trước 327.